# Unità di Protezione delle Donne
L'Unità di Protezione delle Donne o Unità di Difesa delle Donne (curdo: Yekîneyên Parastina Jin; AFI: /jɛkiːnɛjeːn pɑːɾɑːstɯnɑː ʒɪn/) (YPJ) è un'organizzazione militare fondata il 4 aprile 2013 come la brigata femminile della milizia dell'Unità di Protezione Popolare (YPG). L'YPJ e l'YPG sono l'ala armata di una coalizione politica curda che ha preso de facto il controllo su una buona parte della regione settentrionale della Siria a maggioranza curda, il Rojava.

## Storia

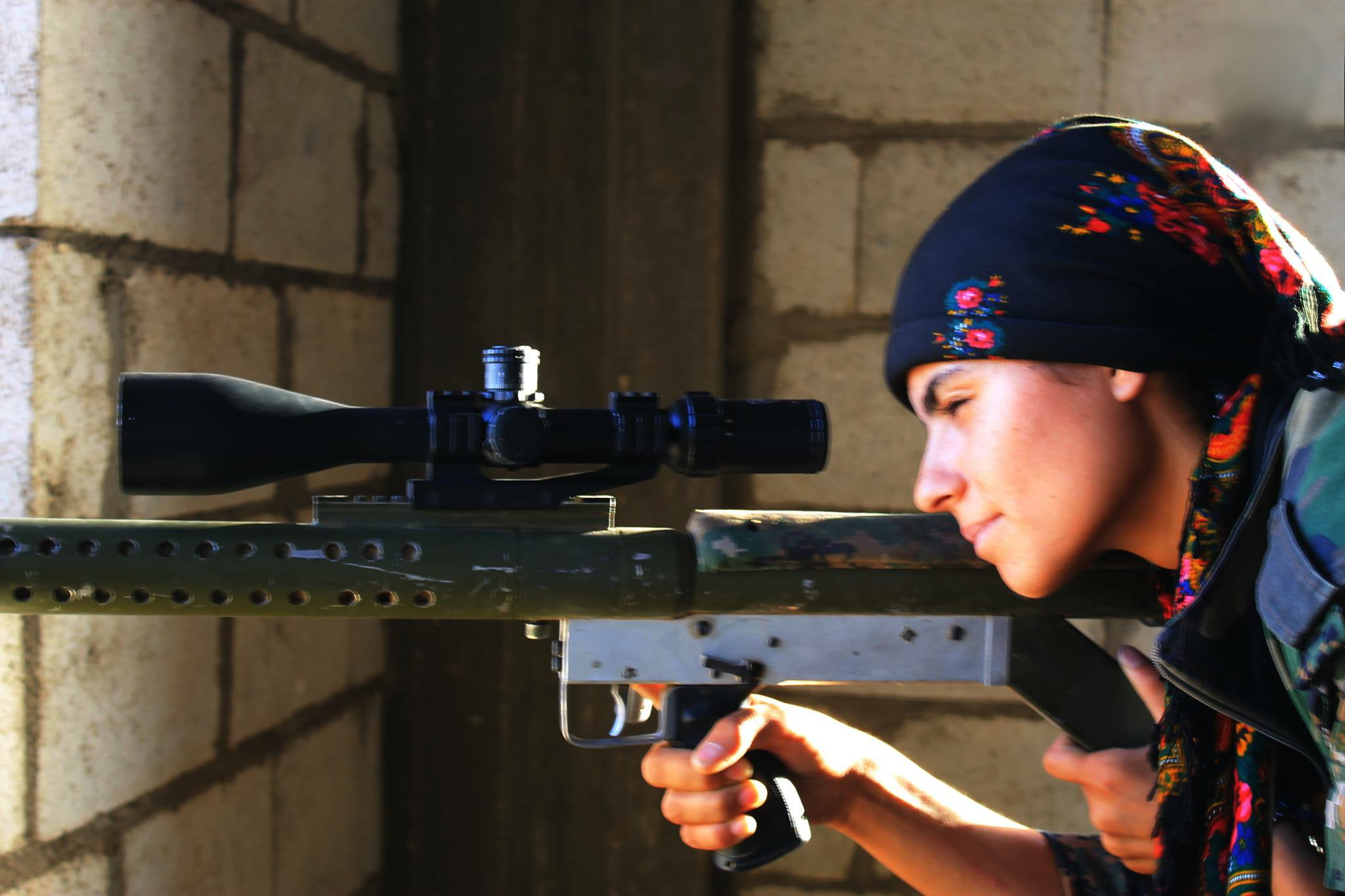
Una soldatessa dell'YPJ mentre difende una postazione dall'ISIS

L'organizzazione è cresciuta dal movimento di resistenza curdo, e alla fine del 2014 contava più di 7.000 (10.000 secondo TeleSUR) combattenti volontari dai 18 ai 40 anni. Non ricevono alcun sostegno dalla comunità internazionale e si appoggiano sulle comunità locali per rifornimenti e cibo.
L'YPJ si è unita all'YPG nel combattere contro tutti i gruppi che mostravano l'intenzione di portare la guerra civile siriana nelle aree abitate in prevalenza da curdi. Essa è stata spesso soggetto di attacchi da parte dello Stato Islamico ed è stata coinvolta nell'assedio di Kobanê.
Il gruppo ha svolto un ruolo fondamentale nel salvare le migliaia di Yazidi che erano stati intrappolati dall'ISIS nel Jebel Sinjar. Una combattente ha dichiarato: "Dobbiamo controllare l'area da soli senza bisogno di dipendere [dal governo]... Non possono proteggerci dall'ISIS, dobbiamo proteggerci da soli [e] difendere tutti... senza tenere conto della loro razza e della loro religione".
L'YPJ continua tuttora a lottare a fianco dell'YPG e delle Forze Democratiche Siriane, avendo preso parte nelle battaglie contro le roccaforti dello Stato Islamico di Tabqa e di Raqqa e diventando fondamentale alleato delle truppe statunitensi stanziate nel luogo. Le truppe dello YPJ sono state inoltre coinvolte nella lotta contro l'invasione turca del cantone di Afrin.
La narrativa che circonda la presenza di donne sui campi di battaglia, soprattutto in ruoli attivi, ha più il tono dell’eccezione che della regola, specialmente in un contesto di rivoluzione (nonostante numerosi esempi storici provino il contrario, si veda in particolare la ricerca fatta da Svetlana Alexievich, The Unwomanly Face of War). Dal momento che la liberazione femminile è un argomento centrale per il movimento di liberazione curdo e ciò include la lotta armata nei cantoni del Rojava, è importante chiedersi in che modo la partecipazione delle donne curde del YPJ nella resistenza le emancipi. A questo proposito, è bene ricordare che le azioni e operazioni sul campo del YPJ non si limitano al campo militare ma anche al supporto delle donne civili, come la creazione del "villaggio delle donne", Jinwar.

## Reazioni

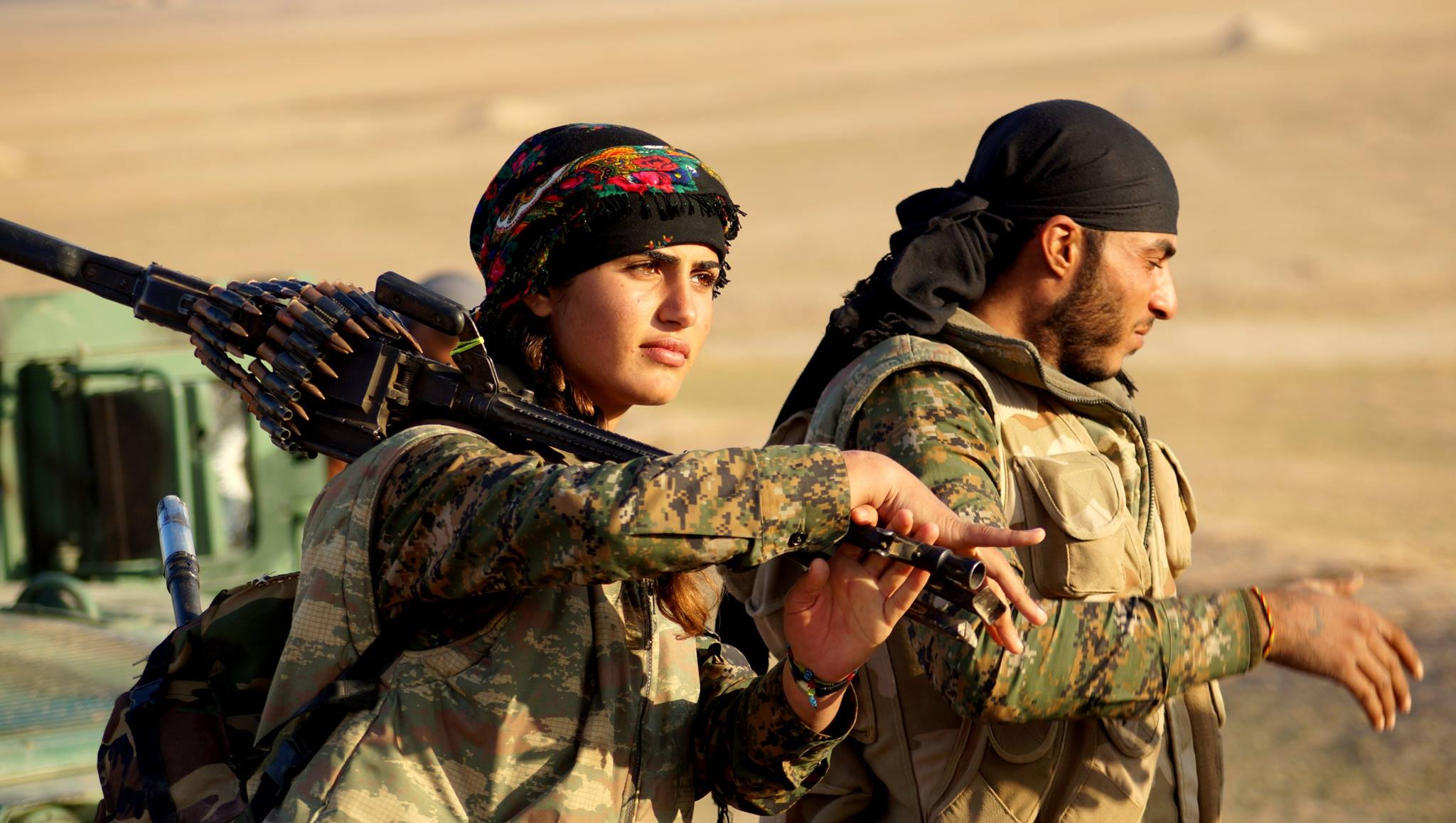
La combattente dell'YPJ Viyan Antar, uccisa nel 2016 durante un attacco dell'ISIS

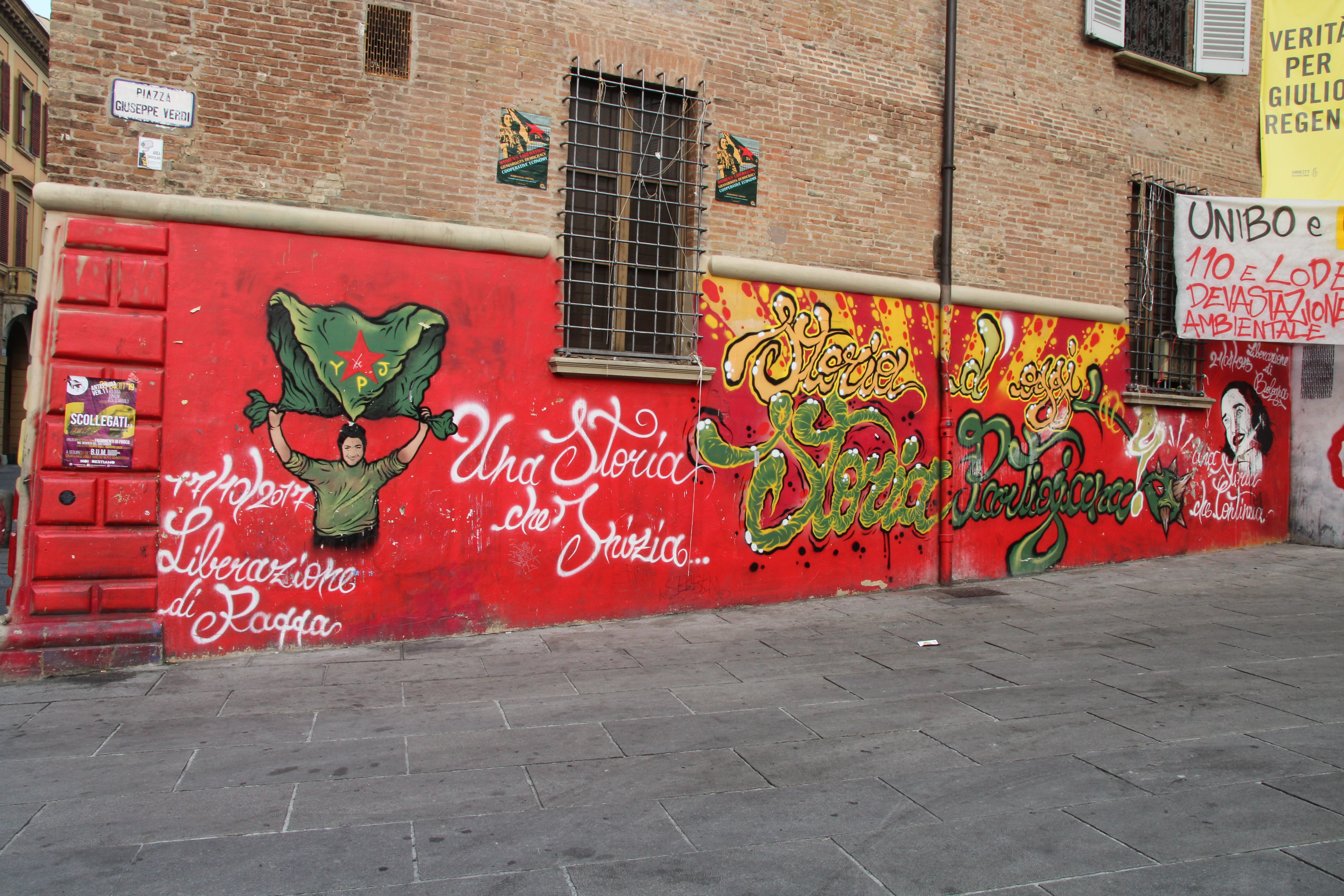
Un murale in sostegno all'YPJ a Bologna

Il gruppo è stato lodato dai movimenti femministi per "aver sfidato le differenze di genere presenti in quella regione" e per "aver ridefinito il ruolo della donna nel conflitto in atto nella regione". La fotografa Erin Trieb ha affermato che "l'YPJ è lui stesso un movimento femminista, anche se non è la loro missione principale". Ha inoltre dichiarato che "vogliono che vi sia 'eguaglianza' tra uomini e donne, e un motivo per cui molte si sono unite al gruppo è stato il desiderio di sviluppare e far cambiare l'idea della donna nella loro cultura".
Molte agenzie giornalistiche curde hanno riferito che "le truppe dell'YPJ si sono rivelate vitali nella battaglia contro l'ISIS" a Kobanê. Le vittorie dell'YPJ in Rojava hanno attratto una considerevole attenzione mediatica in quanto si tratta di un raro esempio di forti successi portati a termine da delle donne in un luogo nel quale le donne sono pesantemente discriminate.
Grazie alla risonanza mediatica che il gruppo ha avuto, oltre a donne e ragazze arabe e yazide, anche molte occidentali si sono unite nel corso degli anni all'YPJ, fra cui la britannica Anna Campbell, caduta ad Afrin nel corso di una battaglia contro l'esercito turco, e la canadese Hanna Bohman, che si è unita al gruppo dopo essere sopravvissuta a un grave incidente in moto. Anche l'italiana Maria Edgarda Marcucci ha combattuto al fianco del corpo YPJ, subendo un regime di sorveglianza speciale al suo ritorno in Italia in quanto considerata "socialmente pericolosa".
Il fumettista italiano Zerocalcare ha scritto la graphic novel Kobane Calling, dove racconta il suo incontro con le soldatesse dell'YPJ e con la comandante in capo Nasrin Abdalla nel corso dell'assedio di Kobanê.